# Hyleoza lineata
Hyleoza lineata är en skalbaggsart som först beskrevs av Bates 1869.  Hyleoza lineata ingår i släktet Hyleoza och familjen långhorningar. Inga underarter finns listade i Catalogue of Life.